# 吕策尔堡
吕策尔堡（法語：Lutzelbourg，法語發音：[lytsəlbuʁ]；洛林法兰克语：Litzelbuerch），又译吕泽尔堡，是法国摩泽尔省萨尔堡-萨兰堡区的一个市镇，位于该省东南部，距离省会梅斯大约115千米。

## 地理
吕策尔堡（48°44'4"N, 7°15'5"E）面积5.84 平方千米，位于法国大東部大區摩泽尔省，该省份为法国东北部内陆省份，是洛林的一部分，西南接默尔特-摩泽尔省，东临下莱茵省，北与卢森堡和德国接壤。
与吕策尔堡接壤的市镇（或旧市镇、城区）包括：达讷和卡特尔旺、达内尔堡、加尔堡、亨利多夫、于尔泰乌斯、法尔斯堡。
吕策尔堡的时区为UTC+01:00、UTC+02:00（夏令时）。

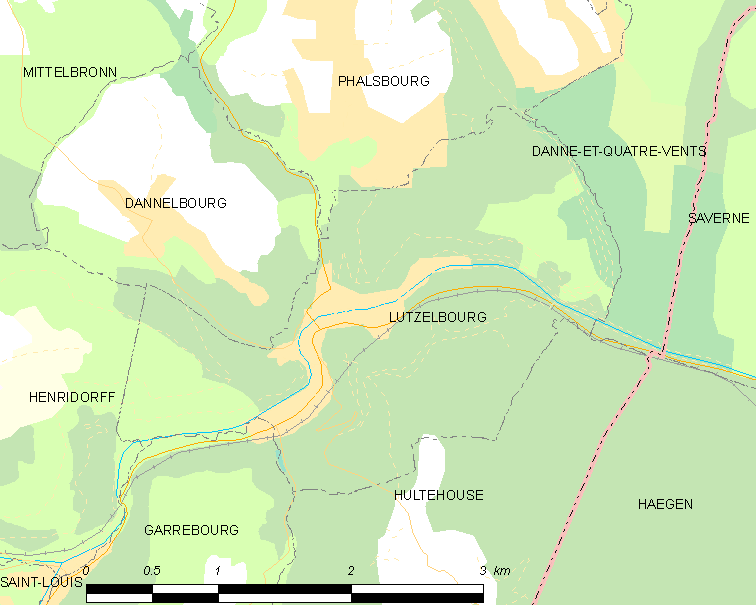
吕策尔堡的OSM定位图

## 行政
吕策尔堡的邮政编码为57820，INSEE市镇编码为57427。

## 政治
吕策尔堡所属的省级选区为法尔斯堡县。

## 人口

1962-2008年间吕策尔堡人口变化图示

吕策尔堡于2022年1月1日时的人口数量为558人。